# سانتا كلاريتا (كاليفورنيا)
سانتا كلاريتا (بالإنجليزية: Santa Clarita)‏ هي إحدى مدن مقاطعة لوس أنجليس، كاليفورنيا. تم إعطاءها لقب مدينة في 15 ديسمبر، 1987.

## التركيبة السكانية
حدّد مكتب تعداد الولايات المتحدة بيانات التركيبة السكانية لسانتا كلاريتا في تعداد الولايات المتحدة. في ما يلي، التركيبة السكانية حسب تعدادي 2000 و2010.

### تعداد عام 2000
بلغ عدد سكان سانتا كلاريتا 151,088 نسمة بحسب تعداد عام 2000، وبلغ عدد الأسر 50,787 أسرة وعدد العائلات 38,222 عائلة مقيمة في المدينة. في حين سجلت الكثافة السكانية 823.7 نسمة لكل كيلومتر مربع (2,133.4/ميل2). وبلغ عدد الوحدات السكنية 52,442 وحدة بمتوسط كثافة قدره 285.9 لكل كيلومتر مربع (740.5/ميل2).
وتوزع التركيب العرقي للمدينة بنسبة 79.53% من البيض و2.07% من الأمريكيين الأفارقة و0.59% من الأمريكيين الأصليين و5.24% من الأمريكيين ذوي الأصول الآسيوية و0.15% من سكان جزر المحيط الهادئ و8.54% من الأعراق الأخرى و3.89% من عرقين مختلطين أو أكثر و20.50% من الهسبانيون أو اللاتينيون من أي عرق.
بلغ عدد الأسر 50,787 أسرة كانت نسبة 47.1% منها لديها أطفال تحت سن الثامنة عشر تعيش معهم، وبلغت نسبة الأزواج القاطنين مع بعضهم البعض 61% من أصل المجموع الكلي للأسر، ونسبة 9.8% من الأسر كان لديها معيلات من الإناث دون وجود شريك، بينما كانت نسبة 4.5% من الأسر لديها معيلون من الذكور دون وجود شريكة وكانت نسبة 24.7% من غير العائلات. تألفت نسبة 18.7% من أصل جميع الأسر من عدة أفراد يعيشون في نفس المنزل ونسبة 6.1% كانت تتألف من شخص يعيش بمفرده يبلغ من العمر 65 عاماً أو أكثر. وبلغ متوسط حجم الأسرة المعيشية 2.95، أما متوسط حجم العائلات فبلغ 3.38.
بلغ العمر الوسطي للسكان 33.4 عاماً. وكانت نسبة 30.3% من القاطنين تحت سن الثامنة عشر، وكانت نسبة 7.6% بين الثامنة عشر والرابعة والعشرين عاماً، ونسبة 33.6% كانت واقعةً في الفئة العمرية ما بين الخامسة والعشرين والرابعة والأربعين عاماً، ونسبة 20.8% كانت ما بين الخامسة والأربعين والرابعة والستين، ونسبة 6.8% كانت ضمن فئة الخامسة والستين عاماً فما فوق. يوجد لكل 100 أنثى 98.3 ذكر، ويوجد لكل 100 أنثى في الثامنة عشر من عمرها فما فوق 94.8 ذكر.
بلغ متوسط دخل الأسرة في المدينة 66,717 دولارًا، أما متوسط دخل العائلة فبلغ 73,588 دولارًا. وكان متوسط دخل الذكور 53,769 دولارًا مقابل 36,835 دولارًا للإناث. وسجل دخل الفرد الخاص بالمدينة 26,841 دولارًا. وكانت نسبة 4.7% من العائلات ونسبة 6.4% من السكان تحت خط الفقر، وكان من هؤلاء نسبة 7% تحت سن الثامنة عشر ونسبة 5.9% في الخامسة والستين من العمر وما فوق.

### تعداد عام 2010
بلغ عدد سكان سانتا كلاريتا 176,320 نسمة بحسب تعداد عام 2010، وبلغ عدد الأسر 59,507 أسرة وعدد العائلات 44,336 عائلة مقيمة في المدينة. في حين سجلت الكثافة السكانية 961.3 نسمة لكل كيلومتر مربع (2,489.8/ميل2). وبلغ عدد الوحدات السكنية 62,055 وحدة بمتوسط كثافة قدره 338.3 لكل كيلومتر مربع (876.2/ميل2).
وتوزع التركيب العرقي للمدينة بنسبة 70.90% من البيض و3.19% من الأمريكيين الأفارقة و0.57% من الأمريكيين الأصليين و8.52% من الأمريكيين ذوي الأصول الآسيوية و0.15% من سكان جزر المحيط الهادئ و12.01% من الأعراق الأخرى و4.66% من عرقين مختلطين أو أكثر و29.46% من الهسبانيون أو اللاتينيون من أي عرق.
بلغ عدد الأسر 59,507 أسرة كانت نسبة 41.5% منها لديها أطفال تحت سن الثامنة عشر تعيش معهم، وبلغت نسبة الأزواج القاطنين مع بعضهم البعض 57.3% من أصل المجموع الكلي للأسر، ونسبة 11.6% من الأسر كان لديها معيلات من الإناث دون وجود شريك، بينما كانت نسبة 5.6% من الأسر لديها معيلون من الذكور دون وجود شريكة وكانت نسبة 25.5% من غير العائلات. تألفت نسبة 19.6% من أصل جميع الأسر من عدة أفراد يعيشون في نفس المنزل ونسبة 7.3% كانت تتألف من شخص يعيش بمفرده يبلغ من العمر 65 عاماً أو أكثر. وبلغ متوسط حجم الأسرة المعيشية 2.94، أما متوسط حجم العائلات فبلغ 3.37.
بلغ العمر الوسطي للسكان 36.2 عاماً. وكانت نسبة 26.2% من القاطنين تحت سن الثامنة عشر، وكانت نسبة 10% بين الثامنة عشر والرابعة والعشرين عاماً، ونسبة 27.1% كانت واقعةً في الفئة العمرية ما بين الخامسة والعشرين والرابعة والأربعين عاماً، ونسبة 27.2% كانت ما بين الخامسة والأربعين والرابعة والستين، ونسبة 9.6% كانت ضمن فئة الخامسة والستين عاماً فما فوق. وتوزع التركيب الجنسي للسكان بنسبة 49.3% ذكور و50.7% إناث.

## المناخ
يظهر الجدول التالي التغييرات المناخية على مدار السنة لسانتا كلاريتا:
| البيانات المناخية لـسانتا كلاريتا | البيانات المناخية لـسانتا كلاريتا | البيانات المناخية لـسانتا كلاريتا | البيانات المناخية لـسانتا كلاريتا | البيانات المناخية لـسانتا كلاريتا | البيانات المناخية لـسانتا كلاريتا | البيانات المناخية لـسانتا كلاريتا | البيانات المناخية لـسانتا كلاريتا | البيانات المناخية لـسانتا كلاريتا | البيانات المناخية لـسانتا كلاريتا | البيانات المناخية لـسانتا كلاريتا | البيانات المناخية لـسانتا كلاريتا | البيانات المناخية لـسانتا كلاريتا | البيانات المناخية لـسانتا كلاريتا |
| الشهر                             | يناير                             | فبراير                            | مارس                              | أبريل                             | مايو                              | يونيو                             | يوليو                             | أغسطس                             | سبتمبر                            | أكتوبر                            | نوفمبر                            | ديسمبر                            | المعدل السنوي                     |
| --------------------------------- | --------------------------------- | --------------------------------- | --------------------------------- | --------------------------------- | --------------------------------- | --------------------------------- | --------------------------------- | --------------------------------- | --------------------------------- | --------------------------------- | --------------------------------- | --------------------------------- | --------------------------------- |
| متوسط درجة الحرارة الكبرى °ف (°م) | 64 (18)                           | 66 (19)                           | 68 (20)                           | 74 (23)                           | 79 (26)                           | 88 (31)                           | 94 (34)                           | 95 (35)                           | 91 (33)                           | 82 (28)                           | 72 (22)                           | 65 (18)                           | 78 (26)                           |
| متوسط درجة الحرارة الصغرى °ف (°م) | 36 (2)                            | 37 (3)                            | 38 (3)                            | 41 (5)                            | 45 (7)                            | 50 (10)                           | 54 (12)                           | 55 (13)                           | 52 (11)                           | 46 (8)                            | 39 (4)                            | 36 (2)                            | 44 (7)                            |
| الهطول إنش (مم)                   | 2.99 (76)                         | 3.50 (89)                         | 3.03 (77)                         | .63 (16)                          | .22 (5.6)                         | .01 (0.25)                        | .01 (0.25)                        | .11 (2.8)                         | .27 (6.9)                         | .36 (9.1)                         | 1.22 (31)                         | 1.61 (41)                         | 13.96 (355)                       |
| المصدر:                           |                                   |                                   |                                   |                                   |                                   |                                   |                                   |                                   |                                   |                                   |                                   |                                   |                                   |

## أعلام
- جوان ستالي
- مارلين تشامبرز
- دل شانون
- كاميرون سميث
- ريان ولف
- جوزيف ماسكولو
- جيروم كورتلاند
- كلير كيني
- نايا ريفيرا
- أمبير مونتانا